# NGC 4903
NGC 4903 је спирална галаксија у сазвежђу Кентаур која се налази на NGC листи објеката дубоког неба.
Деклинација објекта је - 30° 56' 6" а ректасцензија 13h 1m 22,7s. Привидна величина (магнитуда) објекта NGC 4903 износи 13,0 а фотографска магнитуда 13,7. NGC 4903 је још познат и под ознакама ESO 443-30, MCG -5-31-13, AM 1258-303, IRAS 12586-3039, PGC 44894.